# Jedlovnik
Jedlovnik – wieś w Słowenii, w gminie Kungota. 1 stycznia 2018 liczyła 93 mieszkańców.